# Rehren (Auetal)
Rehren ist eine Ortschaft im Landkreis Schaumburg in Niedersachsen mit rund 1200 Einwohnern und Sitz der Gemeindeverwaltung von Auetal.

## Geschichte
Früher führte der Ort die Bezeichnung Rehren, Amtsgerichtsbezirk Obernkirchen (offiziell abgekürzt A.O.), gehörte somit zum Amt Obernkirchen. Das diente zur Unterscheidung vom nur 22 km entfernten Rehren, Amtsgerichtsbezirk Rodenberg (A.R.) im Amt Rodenberg.
Am 1. März 1974 wurden die Gemeinden Borstel, Kathrinhagen, Poggenhagen, Rannenberg, Rehren A.O. und Westerwald zur neuen Gemeinde Rehren zusammengefügt. Diese hatte jedoch in diesem neuen Zuschnitt nur für eine kurze Zeit Bestand. Bereits am 1. April 1974 wurde sie mit Hattendorf, Rolfshagen und Schoholtensen zur neuen Gemeinde Auetal zusammengeschlossen.

## Religion

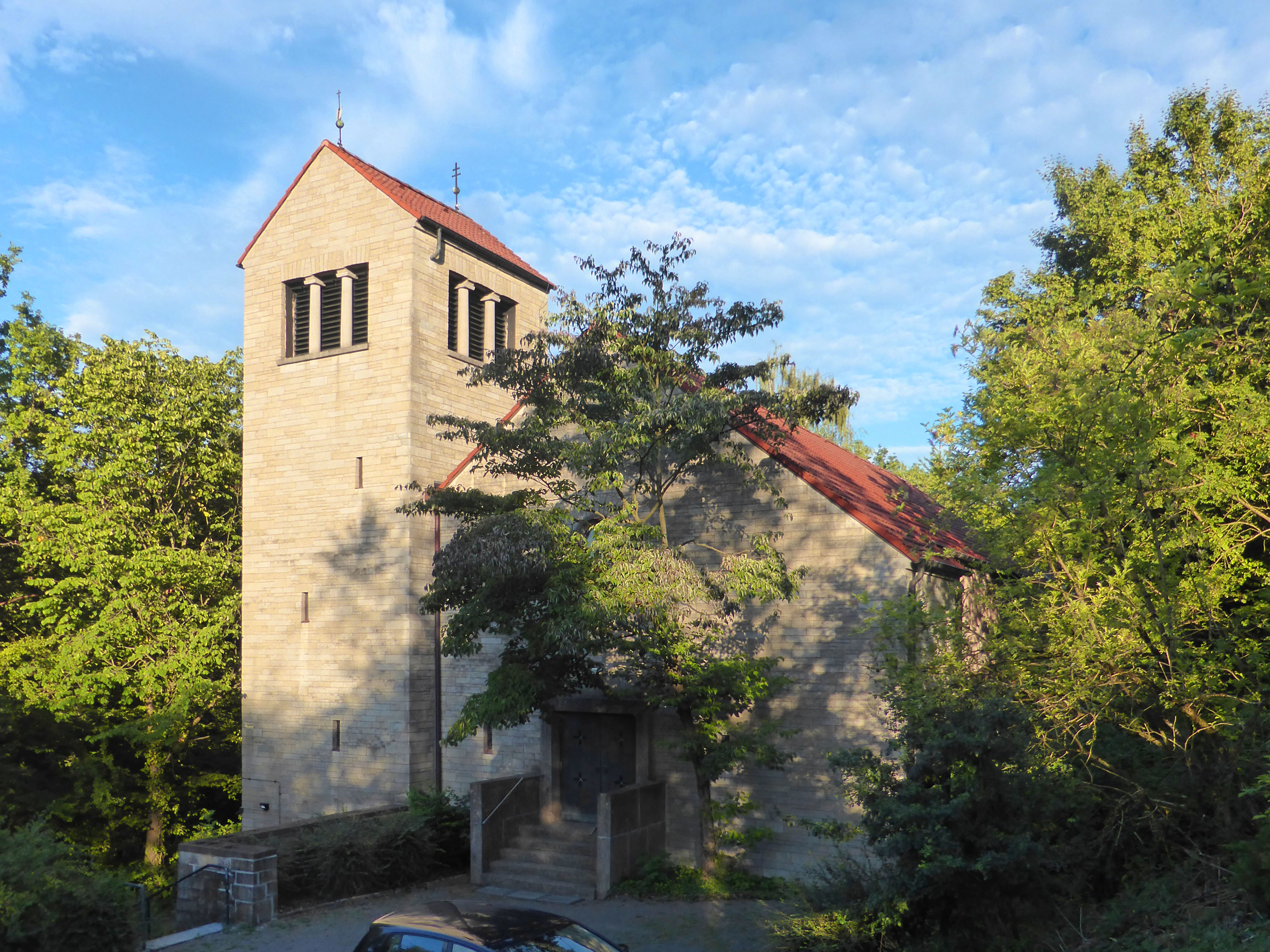
St.-Katharina-Kirche

Die evangelische Kapelle in Rehren aus dem 15. Jahrhundert gehört zur Kirchengemeinde Hattendorf im Kirchenkreis Grafschaft Schaumburg der Evangelisch-lutherischen Landeskirche Hannovers.
Die katholische St.-Katharina-Kirche geht auf katholische Heimatvertriebene zurück, die sich infolge der Flucht und Vertreibung Deutscher aus Mittel- und Osteuropa 1945–1950 im protestantisch geprägten Auetal niedergelassen hatten. Die 1960/61 nach Plänen des Architekten Wilhelm Fricke, der in den 1950er Jahren den kriegszerstörten Hildesheimer Dom wieder aufgebaut hat, erbaute Kirche gehört heute zur Pfarrei St. Marien in Bückeburg, im Dekanat Weserbergland des Bistums Hildesheim.

## Infrastruktur

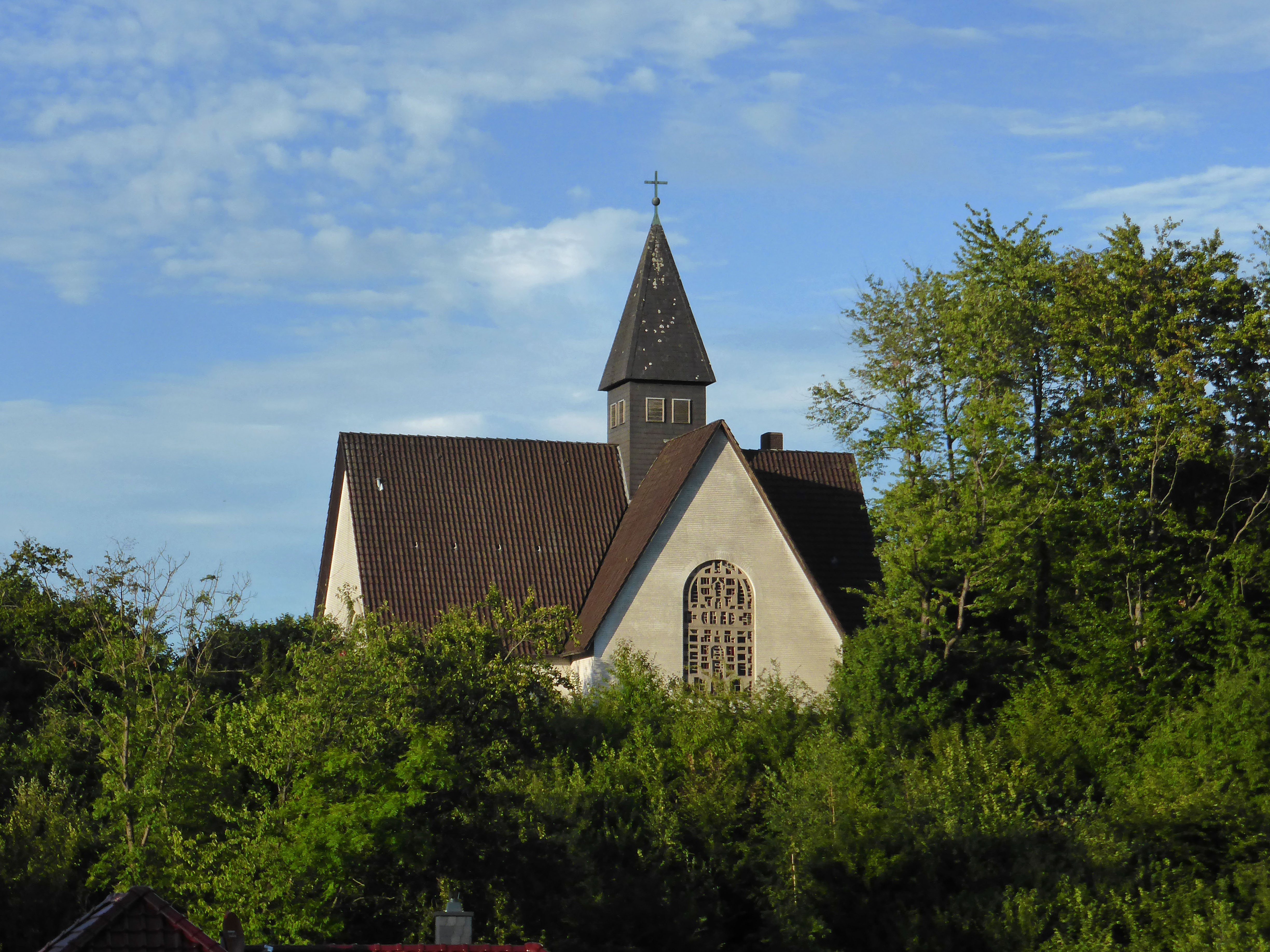
Friedhofskapelle

In Rehren gibt es eine Grundschule sowie einen Kindergarten und einige Einkaufsmöglichkeiten im nahen Gewerbegebiet. Rehren zählt zu den größeren Orten im Auetal. Von 1947 bis 1983 gab es im Ort eine gynäkologische- und Geburtshilfeklinik, die sogenannte Obersburg.

## Söhne und Töchter (Auswahl)
- Johann Henrich Korff (1776–1831), Landwirt und Mitglied der Landstände der Landgrafschaft Hessen
- Friedrich Oetker (1809–1881), Politiker
- Carl Oetker (1822–1893), Jurist und Politiker
- Hans-Joachim Berg (* 1948), Politiker
- Kristiane Allert-Wybranietz (1955–2017), Schriftstellerin